# Croncels-Saint-Gilles
Pour les articles homonymes, voir Saint-Gilles.
Croncels-Saint-Gilles est une ancienne commune de l'Aube actuellement incluse dans Troyes.

## Histoire
Croncels était un faubourg de Troyes formé des communautés de Croncels-Saint-Gilles et Croncels-Saint-Jean. Croncels a formé commune de 1790 au 27 pluviôse An III.

### Croncels-Saint-Jean
Citée dès Charles le Chauve (823-877) comme possession de l'abbaye de Montier, elle avait un moulin qui était la propriété de l'Hôtel-Dieu-le-Comte. Elle était fortifiée et avait des fossés encore cités en 1431.

### Croncels-Saint-Gilles
Elle avait sa chapelle, reconnue en 1139 qui devint chapelle de secours de la paroisse Saint-Jean en 1844. Un grand incendie détruisait de nombreuses constructions en 1419, y compris moulins et chapelle, pour ne pas laisser de matériaux aux possibles assiégeants. Cette dernière fut rebâtie, entre le 28 et 30 de la rue, au centre de son cimetière en bois sur un plan de croix latine de 20,5 m de longueur par 5,4 m pour la nef et 16,5 m pour le transept. Elle possédait des peintures sur bois et statues du XVIe siècle. Elle ne résista pas à l'incendie du 14 au 15 août 1940, conséquence d'un bombardement.
En 1787, il y avait 298 habitants dont quarante femmes qui travaillaient à la filature du coton.

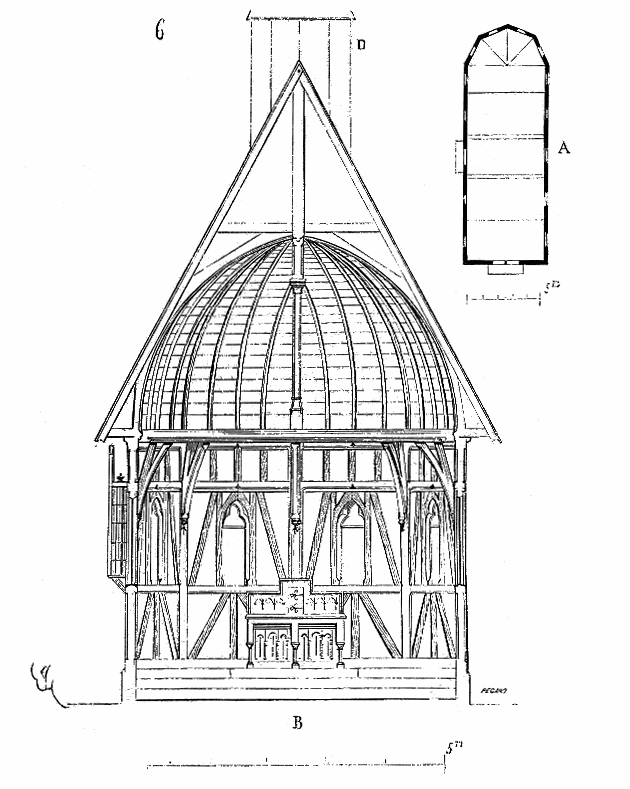
Chapelle Saint-Gilles[n 1].
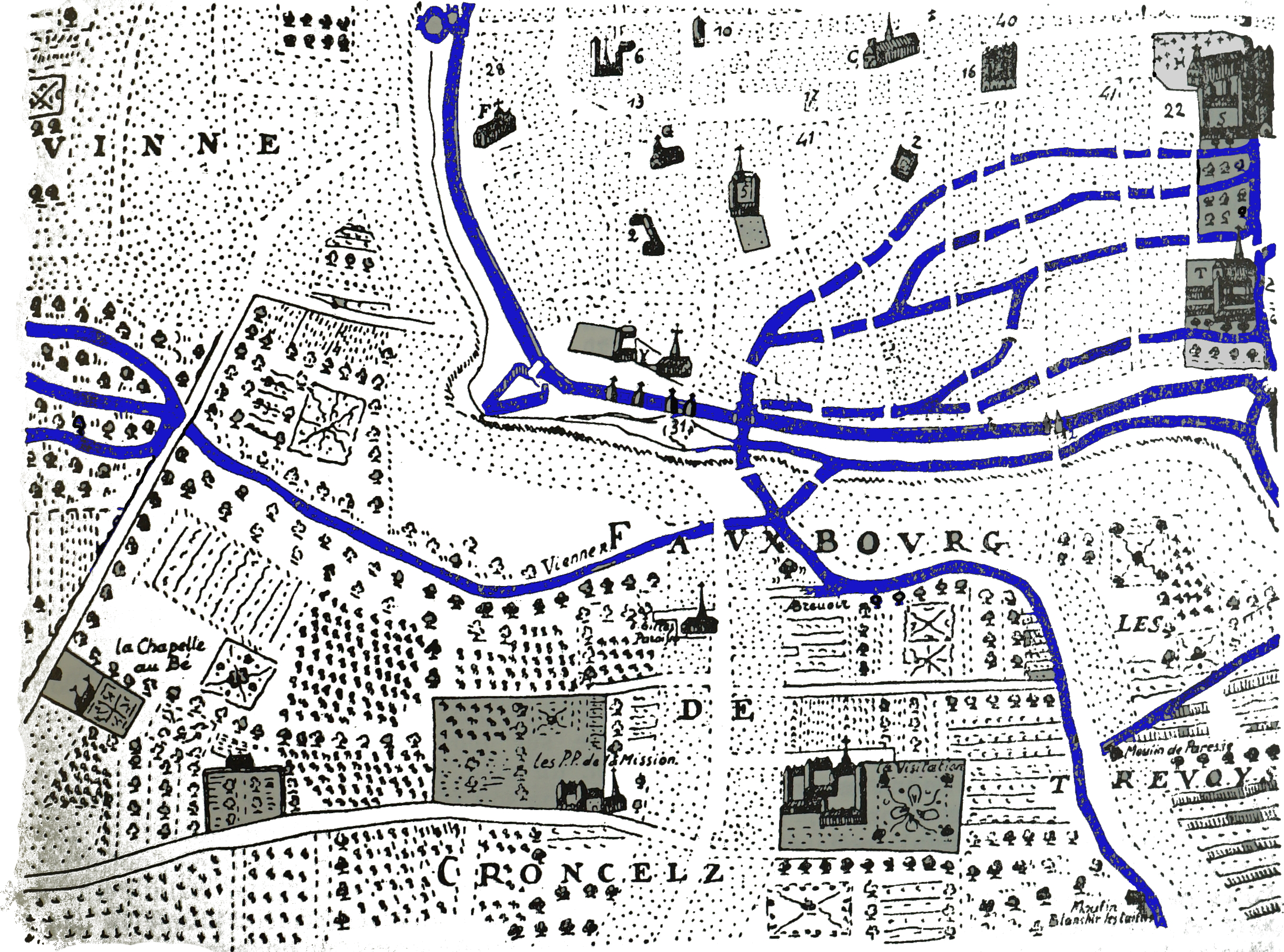
Plan de 1679.
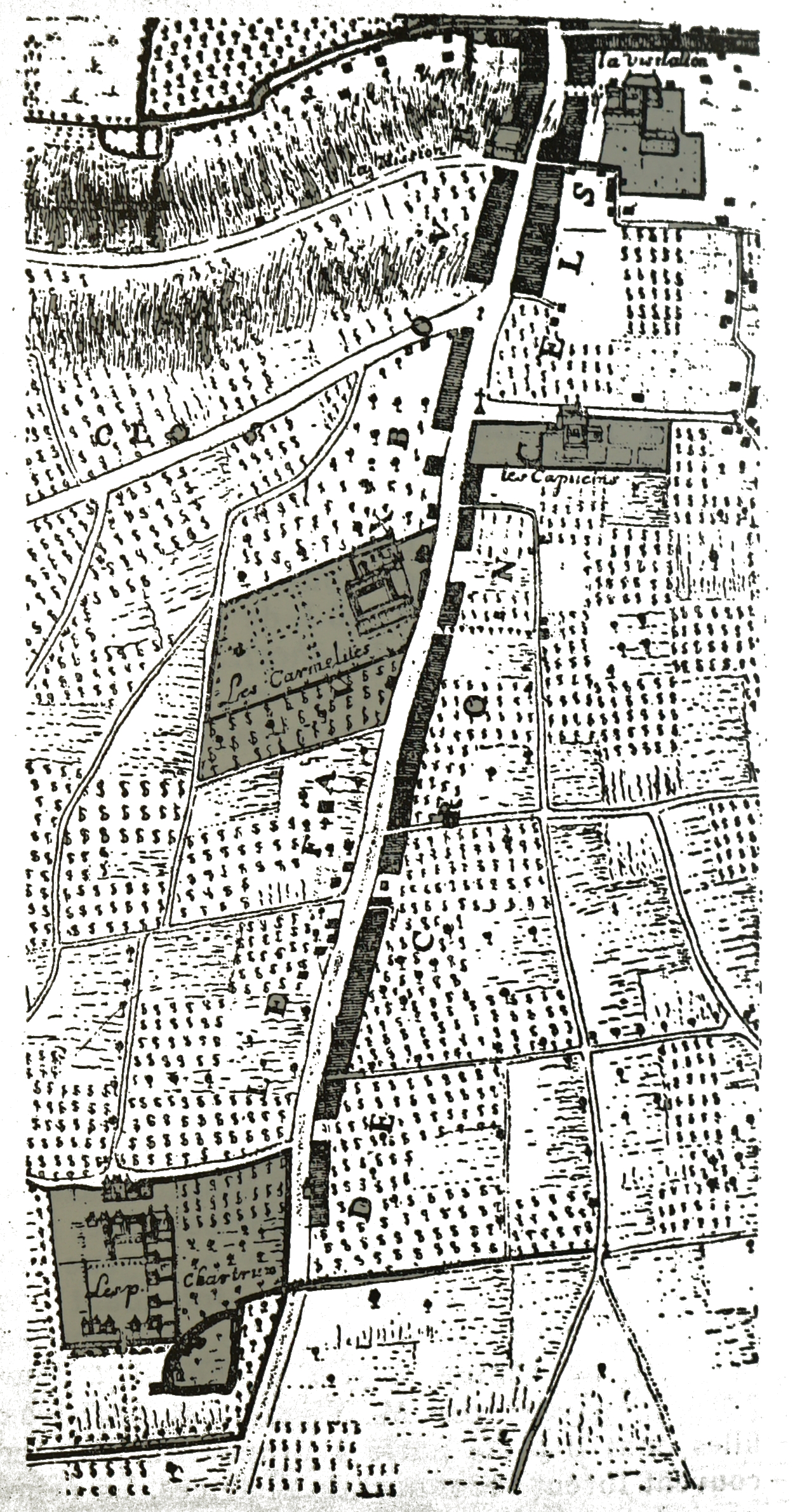
Plan de 1697.

## Mairie royale
Le roi était seigneur de Croncels comme successeur des comtes de Champagne par un édit de 1543. Elle a été réunie à la prévôté de Troyes en 1749. Elle comprenait : Bréviande, pour partie, Croncels-Saint-Jean, la Burie, Laines-Bourreuses, le Pont-de-Lart, la Renouillère, Rozières, Saint-André, Saint-Michel, Sancey, les Hauts et Bas Trévois, Viélainnes, le Petit-Villepart, 

## Personnalité liée à la commune
- Jean Joly (1650-1740), né sur la commune, sculpteur et fondeur d'art[5].